# И
 Тази статия е за буквата.  За южнокорейския икономист вижте И Хьо Сънг.  
И, и e буква от кирилицата. Обозначава затворената предна незакръглена гласна /i/. Присъства в повечето славянски кирилски азбуки (9-а в българската, 10-а в руската и сръбската, 11-а в македонската и украинската). В беларуската азбука отсъства и е заменена от друга кирилска буква І. Използва се също така и в азбуките на народите от бившия СССР. В старобългарската и църковнославянската азбука има название иже. В глаголицата се изписва така , а в кирилицата — И. И в двете азбуки има цифрова стойност 8. Произлиза от гръцката буква Ета η, поради което старобългарските и църковнославянските шрифтове обикновено буквата има Н-образна форма, а на свой ред кирилската буква Н е изобразявана идентично като гръцката буква Ню и латинската N. По-късно в кирилските текстове двете букви постепенно еволюират като средната им чертичка се завърта обратно на часовниковата стрелка и така добиват съвременната си форма.